# Тропівська сільська рада
| Тропівська сільська рада — колишній орган місцевого самоврядування у Могилів-Подільському районі Вінницької області з адміністративним центром у с. Тропове. Сільській раді підпорядковані населені пункти: - с. Тропове |

## Склад ради
Рада складається з 12 депутатів та голови.

## Керівний склад сільської ради
| ПІБ                           | Основні відомості                                                                             | Дата обрання | Дата звільнення |
| ----------------------------- | --------------------------------------------------------------------------------------------- | ------------ | --------------- |
| Яцишин Микола Миколайович     | Сільський голова, 1947 року народження, освіта, член Всеукраїнського об'єднання «Батьківщина» | 26.03.2006   | 01.09.2007      |
| Гаврищук Тетяна Олександрівна | Сільський голова, 1974 року народження, освіта                                                | 16.03.2008   | 31.10.2010      |
| Гаврищук Тетяна Олександрівна | Сільський голова, 1974 року народження, освіта вища, позапартійна                             | 31.10.2010   |                 |

Примітка: таблиця складена за даними джерела